# Дікс Спортінг Гудс Парк
«Дікс Спортінг Гудс Парк» або «ДСГ Парк» (англ. Dick's Sporting Goods Park) — багатофункціональний стадіон у місті Комерс Сіті, Колорадо, США, домашня арена ФК «Колорадо Репідз».
Стадіон побудований протягом 2005—2007 років та відкритий 7 квітня 2007 року. Має потужність 18 062 глядачів під футбольних матчів та 27 000 — під час концертних заходів. 